# حميط عربي
حميط عربي (الاسم العلمي: Tragia arabica) هو نوع نباتي يتبع جنس الحميط من فصيلة الحلابية.